# Policía Aérea del Báltico
La Policía Aérea del Báltico es una misión de defensa aérea de la OTAN para vigilar el espacio aéreo de tres países bálticos: Estonia, Letonia y Lituania en la frontera con Rusia.

## Misión

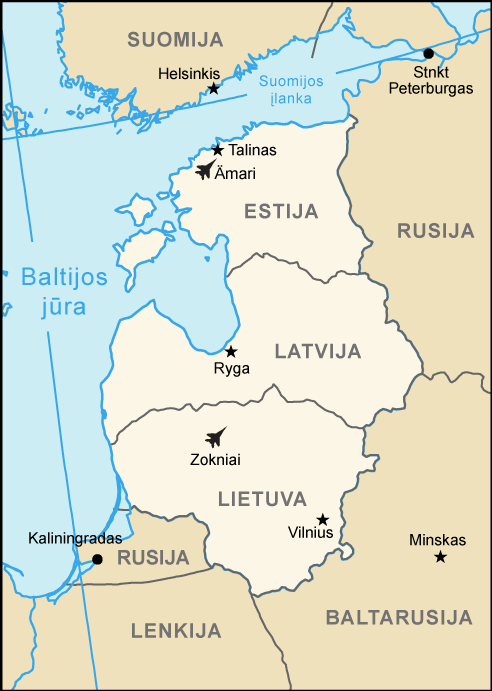
Mapa de los países bálticos.

Dentro de la Alianza Atlántica, la preservación del espacio aéreo de los países miembros es asumida como una labor conjunta, recurriendo a aviones de combate en misión de policía aérea. Esta es una misión enteramente defensiva. Desde la década de 1970 la OTAN ha establecido un amplio sistema de vigilancia aérea, así como elementos para la Reacción y Alerta Rápida (QRA(I)) proporcionados por los países miembros. A través de estaciones radar, transmisión remota y centros de control (CRCs) y centros de operaciones aéreas combinadas (CAOCs), la OTAN intenta asegurar una vigilancia constante y un control del espacio aéreo las 24 horas del día, todos los días del año. La OTAN recurre a este sistema de control y vigilancia para reaccionar en pocos minutos a los incidentes que puedan ocurrir en el espacio aéreo de los países miembros. En su conjunto (sistema, infraestructuras, protocolos y armamento) se le conoce como Sistema Integrado de Defensa Aérea de la OTAN (NATINADS, en inglés NATO Integrated Air Defense System). El NATINADS ha sido y continúa siendo uno de los pilares de solidaridad y cohesión entre los países miembros de la OTAN. Existen cuarteles del mando aéreo en Izmir (Turquía) y Ramstein (Alemania). El espacio aéreo bajo responsabilidad del Mando Aéreo de Ramstein, al norte de los Alpes, se divide a su vez en dos áreas de Policía Aérea (Air Policing Areas, APAs):
- APA 1 es responsabilidad del Centro de Operaciones Aéreas Combinadas (COAC) de Finderup (Dinamarca).
- APA 2 es responsabilidad del CAOC de Uedem (Alemania).

Los países de la OTAN que carecen de recursos propios para realizar labores de policía aérea en su espacio aéreo son apoyados por otros países miembros. Luxemburgo está respaldado por interceptores de la Fuerza Aérea de Bélgica; mientras que el espacio aéreo de Eslovenia y Albania está cubierto por aeronaves de la Fuerza Aérea Italiana.
Desde marzo de 2004, fecha en la cual los países bálticos se unieron a la OTAN, la responsabilidad de realizar labores de policía aérea en sus espacios aéreos fue asumida por otros países de la Alianza en periodos rotatorios de tres meses, y con base en el Aeropuerto Internacional de Šiauliai, cercano a la ciudad lituana de Šiauliai. Con posterioridad los periodos rotatorios pasaron a ser de cuatro meses. Un despliegue habitual consiste en cuatro aviones de combate y un personal de apoyo comprendido entre las 50 y 100 personas.
Para asegurar que la misión de policía aérea se desempeña con seguridad y profesionalmente se quiere que los países miembros que realizan despliegues en Šiauliai tengan un entrenamiento adecuado. Con este fin y para que el entrenamiento sea estándar entre las distintas fuerzas aéreas, el Mando Aéreo Aliado de Ramstein organiza eventos denominados Baltic Region Training Events que además sirven para el adiestramiento de las limitadas fuerzas aéreas de Estonia, Letonia y Lituania. Estos tres países que se benefician de la Policía Aérea del Báltico contribuyeron en 2011 con 2,2 millones de euros para cubrir los gastos de despliegue y se espera que el aporte sea de 3,5 millones de euros para 2015. En 2012 la OTAN invirtió 7 millones de euros en la modernización de las instalaciones de Šiauliai.
Se espera que Hungría asuma la misión rotatoria de policía aérea por primera vez en 2015, así como que Italia también despliegue aviones entre enero y abril de 2015, haciendo un total de 14 los países miembros de la OTAN que han participado en la historia de la misión.
En 2014 se recurrió a la Policía Aérea del Báltico cuando la Fuerza Aérea de Suecia fue incapaz de reaccionar a un ataque simulado de bombarderos rusos contra Estocolmo, lo cual significó un escándalo nacional.
Durante la crisis de Crimea de 2014 la Fuerza Aérea de los Estados Unidos trasladó seis cazas  F-15C Eagle desde la base aérea de Lakenheath (Reino Unido) a la base aérea de Šiauliai. Este despliegue adicional significó un aumento respecto a los cuatro F-15C Eagle que ya estaban realizando labores de policía aérea en los países bálticos. A estos aviones se sumaron dos KC-135 de repostaje en vuelo. En mayo de ese mismo año la OTAN estableció la base aérea de Ämari en Estonia como un segundo emplazamiento para el despliegue de aviones de combate de policía aérea. Aviones de la Fuerza Aérea de Dinamarca iniciaron el despliegue en esta segunda base. Además, aviones del Ejército del Aire Francés reforzaron la base aérea de Malbork en Polonia para misiones de policía aérea sobre el Báltico.

## Despliegues

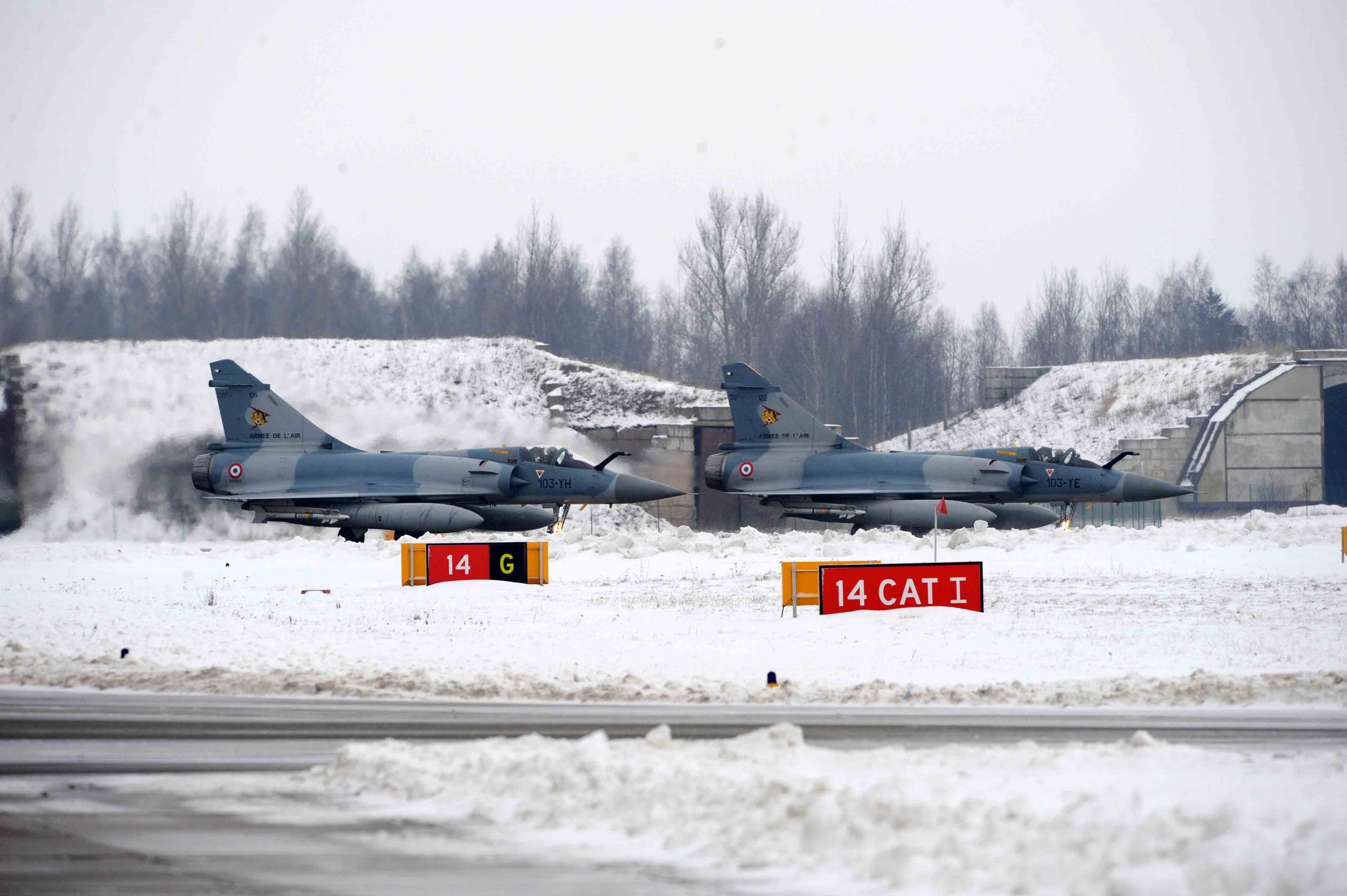
Mirage-2000 franceses desplegados en la base aérea de Šiauliai (Lituania). Enero de 2010.

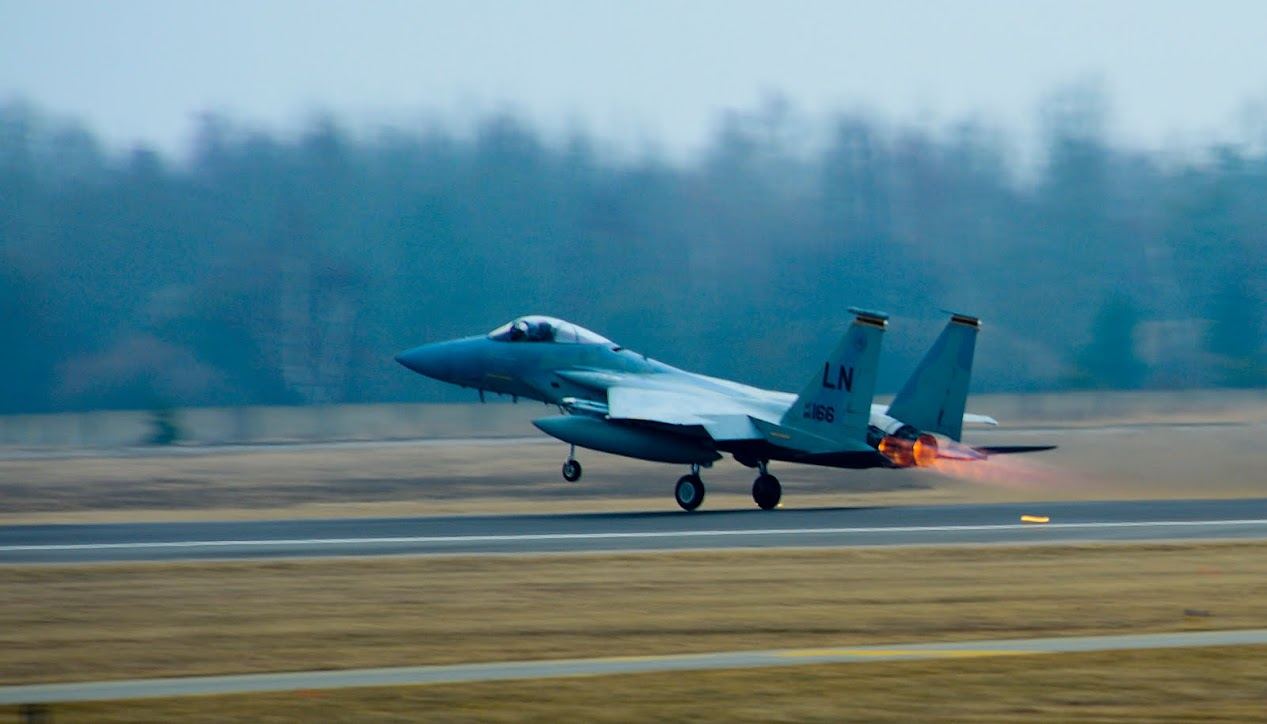
F-15C Eagle estadounidense despega de Šiauliai. Marzo de 2014.

| Fecha de inicio                 | País            | Fuerza Aérea                                    | Aeronaves              | Referencias          |
| ------------------------------- | --------------- | ----------------------------------------------- | ---------------------- | -------------------- |
| 30 de marzo de 2004             | Bélgica         | Componente Aéreo del Ejército Belga             | F-16AM Fighting Falcon | [ 14 ]               |
| 1 de julio de 2004              | Dinamarca       | Real Fuerza Aérea de Dinamarca                  | F-16AM Fighting Falcon | [ 15 ]               |
| 30 de octubre de 2004           | Reino Unido     | Real Fuerza Aérea británica                     | Panavia Tornado F.3    | [ 16 ]               |
| 1 de enero de 2005              | Noruega         | Real Fuerza Aérea Noruega                       | F-16AM Fighting Falcon | [ 17 ]               |
| 30 de marzo de 2005             | Países Bajos    | Real Fuerza Aérea de los Países Bajos           | F-16AM Fighting Falcon | [ 18 ]               |
| 30 de junio de 2005             | Alemania        | Luftwaffe                                       | F-4F Phantom II        | [ 19 ]               |
| 12 de octubre de 2005           | Estados Unidos  | Fuerza Aérea de los Estados Unidos              | F-16CJ Fighting Falcon | [ 20 ]               |
| 1 de enero de 2006              | Polonia         | Fuerza Aérea de Polonia                         | MiG-29A                | [ 21 ]               |
| 31 de marzo de 2006             | Turquía         | Fuerza Aérea Turca                              | F-16C Fighting Falcon  | [ 22 ]               |
| 1 de agosto de 2006             | España          | Ejército del Aire de España                     | Mirage F1M             | [ 22 ] [ 23 ]        |
| 1 de diciembre de 2006          | Bélgica         | Componente Aéreo del Ejército Belga             | F-16AM Fighting Falcon |                      |
| 1 de abril de 2007              | Francia         | Armée de l'air                                  | Mirage 2000C           | [ 24 ]               |
| 1 de agosto de 2007             | Rumania         | Fuerza Aérea Rumana                             | MiG-21 Lancer 'C'      | [ 25 ]               |
| 1 de noviembre de 2007          | Portugal        | Fuerza Aérea Portuguesa                         | F-16AM Fighting Falcon | [ 26 ] [ 27 ]        |
| 16 de diciembre de 2007         | Noruega         | Real Fuerza Aérea Noruega                       | F-16AM Fighting Falcon | [ 28 ]               |
| 15 de marzo de 2008             | Polonia         | Fuerza Aérea de Polonia                         | MiG-29A                | [ 29 ]               |
| 30 de junio de 2008             | Alemania        | Luftwaffe                                       | F-4F Phantom II        |                      |
| 30 de septiembre de 2008        | Estados Unidos  | Fuerza Aérea de los Estados Unidos              | F-15C Eagle            | [ 30 ]               |
| 2 de enero de 2009              | Dinamarca       | Real Fuerza Aérea de Dinamarca                  | F-16AM Fighting Falcon |                      |
| 1 de mayo de 2009               | República Checa | Fuerza Aérea del Ejército de la República Checa | JAS 39C Gripen         | [ 31 ]               |
| 1 de septiembre de 2009         | Alemania        | Luftwaffe                                       | Eurofighter Typhoon    | [ 32 ]               |
| 3 de noviembre de 2009          | Alemania        | Luftwaffe                                       | F-4F Phantom II        | [ 32 ]               |
| 4 de enero de 2010              | Francia         | Armée de l'air                                  | Mirage 2000C           | [ 33 ]               |
| 1 de mayo de 2010               | Polonia         | Fuerza Aérea de Polonia                         | MiG-29A                | [ 34 ]               |
| 1 de septiembre de 2010         | Estados Unidos  | Fuerza Aérea de los Estados Unidos              | F-15C Eagle            | [ 35 ]               |
| 5 de enero de 2011              | Alemania        | Luftwaffe                                       | F-4F Phantom II        | [ 36 ]               |
| 28 de abril de 2011             | Francia         | Armée de l'air                                  | Mirage 2000C           | [ 37 ]               |
| 2 de septiembre de 2011         | Dinamarca       | Real Fuerza Aérea de Dinamarca                  | F-16AM Fighting Falcon | [ 38 ]               |
| 4 de enero de 2012              | Alemania        | Luftwaffe                                       | F-4F Phantom II        | [ 39 ]               |
| 26 de abril de 2012             | Polonia         | Fuerza Aérea de Polonia                         | MiG-29A                | [ 40 ]               |
| 1 de septiembre de 2012         | República Checa | Fuerza Aérea del Ejército de la República Checa | JAS 39C Gripen         | [ 41 ]               |
| 3 de enero de 2013              | Dinamarca       | Real Fuerza Aérea de Dinamarca                  | F-16AM Fighting Falcon | [ 42 ]               |
| 30 de abril de 2013             | Francia         | Armée de l'air                                  | Mirage F1CR            | [ 43 ]               |
| 3 de septiembre de 2013         | Bélgica         | Componente Aéreo del Ejército Belga             | F-16AM Fighting Falcon | [ 44 ] [ 45 ] [ 46 ] |
| 3 de enero de 2014              | Estados Unidos  | Fuerza Aérea de los Estados Unidos              | F-15C Eagle            | [ 47 ] [ 48 ]        |
| 28 de abril - 1 de mayo de 2014 | Polonia         | Fuerza Aérea de Polonia                         | MiG-29A                | [ 49 ]               |
| 28 de abril - 1 de mayo de 2014 | Dinamarca       | Real Fuerza Aérea de Dinamarca                  | F-16AM Fighting Falcon | [ 50 ]               |
| 28 de abril - 1 de mayo de 2014 | Reino Unido     | Real Fuerza Aérea británica                     | Eurofighter Typhoon    | [ 51 ]               |
| 28 de abril - 1 de mayo de 2014 | Francia         | Armée de l'air                                  | Rafale C, Mirage 2000C | [ 52 ]               |
| 1 de septiembre de 2014         | Portugal        | Fuerza Aérea Portuguesa                         | F-16AM Fighting Falcon | [ 53 ]               |
| 1 de septiembre de 2014         | Países Bajos    | Real Fuerza Aérea de los Países Bajos           | F-16AM Fighting Falcon | [ 54 ] [ 55 ]        |
| 1 de septiembre de 2014         | Alemania        | Luftwaffe                                       | Eurofighter Typhoon    | [ 53 ] [ 56 ]        |
| 1 de septiembre de 2014         | Canadá          | Real Fuerza Aérea Canadiense                    | CF-18 Hornet           | [ 57 ]               |
| Otoño de 2014                   | España          | Ejército del Aire de España                     | Eurofighter Typhoon    | [ 58 ] [ 59 ] [ 60 ] |
| Enero de 2015                   | Polonia         | Fuerza Aérea de Polonia                         | MiG-29A                | [ 61 ]               |
| Enero de 2015                   | Reino Unido     | Real Fuerza Aérea británica                     | Eurofighter Typhoon    | [ 61 ]               |